# Romus Dima
Romus Dima (n. 18 octombrie 1932, Bărbătești, Gorj, România) este un istoric român comunist care a îndeplinit funcția de adjunct al ministrului de interne (1978–1988) și șef al Centrului de Informații Externe (CIE) din cadrul Departamentului Securității Statului în perioada 15 octombrie 1978 – 22 aprilie 1980.

## Biografie
S-a născut la 18 octombrie 1932 în satul Bărbătești din județul Gorj, ca fiu al lui Gheorghe Dima (d. 1983). A absolvit Facultatea de Filologie a Universității din București în 1965, apoi a îndeplinit funcția de director al Cabinetului regional de partid Oltenia și șef al secției de propagandă a Comitetului județean Gorj al PCR în perioada 1968–1972. În anul 1977 a obținut titlul științific de doctor în istorie. Dima a fost numit la 4 februarie 1977 în funcția de secretar de stat la Consiliul Culturii și Educației Socialiste, din care a fost eliberat la 30 august 1977 și imediat delegat pentru a îndeplini funcția de vicepreședinte al Comitetului executiv al Consiliului popular al municipiului București. A îndeplinit funcția de secretar pentru problemele de propagandă al Comitetului municipal București al P.C.R. și a fost numit la 25 august 1978 membru în Consiliul Național al Radioteleviziunii Române.
Fuga în Occident în iulie 1978 a generalului Pacepa l-a determinat pe Nicolae Ceaușescu să opereze schimbări drastice în conducerea Ministerului Afacerilor Interne, iar, printr-un decret prezidențial din 4 septembrie 1978, Romus Dima a fost numit în funcția de secretar de stat la Ministerul de Interne. După mai puțin de o lună, în 29 septembrie 1978, Romus Dima a fost eliberat din funcția de secretar de stat la Ministerul de Interne și numit în funcția de adjunct al ministrului de interne.
A îndeplinit, în paralel, funcția de șef al Centrului de Informații Externe (CIE, format prin reorganizarea Direcției de Informații Externe) din cadrul Departamentului Securității Statului în perioada 15 octombrie 1978 – 22 aprilie 1980, numirea sa datorându-se lipsei de încredere a lui Nicolae Ceaușescu în personalul militar în urma fugii generalului Pacepa și credinței că doar activiștii civili de partid ar putea reorganiza direcțiile Securității. Dima s-a ocupat, în această calitate, cu cercetarea cazului Pacepa după defectarea acestuia în Occident, precum și cu organizarea înlocuirii structurii operative a DIE. Referitor la perioada în care Dima a condus DIE, generalul de securitate Nicolae Pleșiță afirma că: ...În locul lui (al generalului Alexandru Dănescu, director al DIE – n.n.) a venit un secretar de partid, unu' Dima, zbir comunist, care habar n-avea de munca de securitate, dar avea nas bun, simțea murdăria de la o poștă. Și oamenii, mai de frică, l-au informat pe Dima ce se întâmpla în «bucătăria DIE»: corupție, mâna-n pungă, deturnări, minciuni. Totul s-a făcut pe ilegalități, deturnare de fonduri, ciubucăraie. Cel puțin așa a reieșit din ancheta internă făcută după fuga generalului (Ion Mihai Pacepa – n.n.), pe linie de contrainformații.. Romus Dima a condus Centrul de Informații Externe până în mai 1980, când a fost înlocuit cu generalul Nicolae Pleșiță. Publicistul și istoricul Mihai Pelin considera că „prin teama de scaun și indecizia sa cronică, prin zăpăceala pe care a introdus-o în aparat, ca urmare a lipsei totale de profesionalism, Romus Dima a produs spionajului românesc din epocă mult mai multe daune decât dezertarea lui Ion Mihai Pacepa”.
Romus Dima a îndeplinit funcția de adjunct al ministrului de interne timp de aproape 10 ani, până în 4 iunie 1988, iar ulterior, a fost marginalizat și delegat la 8 iulie 1988 pentru a îndeplini funcția de prim-vicepreședinte al Comitetului executiv al Consiliului popular al județului Călărași. A devenit în noiembrie 1989 redactor-șef al ziarului Înainte din Craiova, organ al Comitetului Județean Dolj al P.C.R. și al Consiliului Popular Județean, care fusese acuzat de „derapaje ideologice” și sancționat prin schimbarea redactorului-șef; după Revoluția din decembrie 1989, ziarul a fost redenumit Cuvântul libertății, dar craiovenii i-au spus „Cuvântul Securității”.

## Distincții
- Ordinul Muncii clasa a III-a (25 decembrie 1967) „pentru merite deosebite în opera de construire a socialismului, cu prilejul celei de-a XX-a aniversări a proclamării Republicii”[14]

## Lucrări publicate
- Contribuții la studierea mișcării muncitorești din Oltenia, Ed. Scrisul Românesc, Craiova, 1977, 278 p.
- Mișcarea muncitorească din Oltenia, Ed. Scrisul Românesc, Craiova, 1982, 378 p.
- Contribuția României la înfrîngerea Germaniei hitleriste, Col. „Știința pentru toți” nr. 188, Ed. Științifică și Enciclopedică, București, 1982, 132 p.
- Organizarea politică a țărănimii (sfîrșitul secolului XIX – începutul secolului XX), Ed. Științifică și Enciclopedică, București, 1985, 406 p.
- Documente privind mișcarea revoluționară și democratică din Oltenia, Ed. Scrisul Românesc, Craiova, 1986, 328 p. – în colaborare cu Vasile Arimia și Paul Barbu
- Sub cupola Parlamentului: controverse și perle verbale, Fundația Culturală Gheorghe Marin Speteanu, București, 2000, 230 p.
- Constantin Dobrescu-Argeș, întemeietorul țărănismului, Fundația Culturală Gheorghe Marin Speteanu, București, 2001, 330 p.
- Armand Călinescu, Fundația Culturală Gheorghe Marin Speteanu, Ed. Mavios – Clio, București, 2001, 392 p.
- Premierii României 1862–2004, Ed. România în Lume, București, 2005–2006 – 2 vol., 302+282 p.
- Gheorghe Tătărescu: lumini și umbre, Ed. Fundației Culturale Gheorghe Marin Speteanu, București, 2010, 386 p.
- I. G. Duca și România modernă, Fundația Culturală Gheorghe Marin Speteanu, București, 2014, 538 p.
- Nicolae Kretzulescu: un eminent patriot român, Fundația Culturală Gheorghe Marin Speteanu, București, 2019, 170 p.

### Studii
- „Aspecte privind mișcarea muncitorească și socialistă din Oltenia la sfîrșitul secolului al XIX-lea și începutul secolului al XX-lea”, în Anale de istorie, anul XIX, nr. 5, 1973, pp. 114–123.
- „Din activitatea comuniștilor din Oltenia în rîndurile organizațiilor de masă legale și ilegale, în perioada interbelică”, în Anale de istorie, anul XXI, nr. 5, 1975, pp. 110–120.
- „Partidul Comunist Român și masele muncitoare din județele Mehedinți, Dolj, Gorj, Romanați și Vîlcea în anii 1934–1938”, în Anale de istorie, anul XXII, nr. 5–6, 1976, pp. 86–99.
- „Socialiștii din Oltenia în lupta pentru transformarea partidului socialist în partid comunist”, în Ramuri, Craiova, anul XVIII, nr. 2 (200), 15 februarie 1981, p. 2.
- „Lupta împotriva fascismului – constantă a activității comuniștilor din Oltenia”, în Ramuri, Craiova, anul XVIII, nr. 3 (201), 15 martie 1981, p. 2.
- „Primii ani ai revoluției populare în Oltenia”, în Ramuri, Craiova, anul XVIII, nr. 4 (202), 15 aprilie 1981, p. 2.
- „Momente ale luptei revoluționare a maselor populare din Oltenia în perioada august 1944 – noiembrie 1946”, în Anale de istorie, anul XXVII, nr. 3, 1981, pp. 110–124.